# Ilattia perfundens
Ilattia perfundens är en fjärilsart som beskrevs av Walker 1858. Ilattia perfundens ingår i släktet Ilattia och familjen nattflyn. Inga underarter finns listade i Catalogue of Life.